# Анастасія Львівна
Анастасія Львівна (? — 2 березня 1335) — руська княжна та польська княгиня, дочка короля Русі Льва Даниловича та Констанції Угорської.
Близько 1296 р. видана за добжинського князя Земовита (?—1306). При своїх синах Лешку (1302—1316), Владиславі (1303—1352/1357), Казимиру (1304—1316) і Болеславу (1305—1326/1329) була регентом.

## Біографія
Дата народження невідома. Під час монголо-татарського нашестя у 1287/1288 роках її мати Констанція переховувалась у монастирі в Старому Сончі. Можливо Анастасія з сестрами перебували тоді з нею.
У 1296 році ймовірно з ініціативи Владислава Локетка вийшла заміж за добжиньського князя Земовита (бл. 1265—1312), який був братом Владислава.
У 1303 році проти Земовита виступають його племінники, яких підтримала добжиньська знать, незадоволена прочеською політикою свого князя. Їхні війська вступили в Добжинь, а сам князь опинився в полоні, ймовірно разом з дружиною та дітьми. Наступного року Земовит втік з полону, і вже в 1305 р. зумів відновити свою владу у князівстві.
1310 року Земовит відмовився сплачувати церковну десятину за що був відлучений разом з сім'єю від церкви.
Через два роки Земовит помер і Анастасія залишилась регентом при своїх малолітніх синах під покровительством Владислава Локетка, який на той час вже був проголошений польським королем.
У 1315 році Анастасія та її сини Болеслав і Владислав змогли домовитись із плоцьким єпископом Флоріаном про відновлення сплати десятини, після чого відлучення було зняте. Того ж року сини почали правити самостійно у князівстві.
Син Анастасії, Владислав Горбатий 1323 року претендував на Галицько-Волинське князівство після смерті місцевих князів Андрія та Лева ІІ, які приходились Анастасії племінниками.

## Сім'я та діти
Чоловік — Земовит Казимирович, князь добжинський

Діти:

- Лешко (бл. 1300 — до 1316)
- Владислав Горбатий (1303/1305—1351/1352), князь Добжинський в 1312—1327/1328 і з 1343, князь Ленчицький з 1327/1328.
- Казимир (бл. 1304 — до 1316)
- Болеслав (бл. 1305—1328), князь Добжинський в 1312—1327/1328, князь Ленчицкий з 1327/1328.
- Юдіт (? — після 1313)